# ナショナル・アカデミー・オブ・デザインの人物一覧
ナショナル・アカデミー・オブ・デザインの人物一覧は、アメリカ合衆国、ニューヨークの美術団体、ナショナル・アカデミー・オブ・デザインに関連する人物の一覧である。美術学校で 教えたり、学んだりした人物や、会員に選ばれた人物を示す。

## 人物一覧
| 名前                                         | 生没年    | 出身の国       | 備考・出典         | 作品例 |
| -------------------------------------------- | --------- | -------------- | ------------------ | --- |
| サミュエル・モールス                         | 1791-1872 | アメリカ合衆国 | 創立会員、初代校長 | S.モールス デュランド ビンガム D・ハンティントン H・P・グレイ ウィットレッジ J.F.クロプシー E.ジョンソン F.E.チャーチ L.R.ミニョー W.S.ヘーゼルタイン W.シャーロー ギフォード A.P.ライダー W.M.チェイス J.A.ウィアー オクトマン ジョン・ハバール ジョセフ・デキャンプ A.B.シーウェル R.L.リード R.ヘンライ C.W.ホーソン M.ハートレー ヨナス・リー ジョージ・ベローズ N.ロックウェル |
| アン・ホール                                 | 1792-1863 | アメリカ合衆国 | 1833年正会員       | S.モールス デュランド ビンガム D・ハンティントン H・P・グレイ ウィットレッジ J.F.クロプシー E.ジョンソン F.E.チャーチ L.R.ミニョー W.S.ヘーゼルタイン W.シャーロー ギフォード A.P.ライダー W.M.チェイス J.A.ウィアー オクトマン ジョン・ハバール ジョセフ・デキャンプ A.B.シーウェル R.L.リード R.ヘンライ C.W.ホーソン M.ハートレー ヨナス・リー ジョージ・ベローズ N.ロックウェル |
| トーマス・ドーティ                           | 1793-1856 | アメリカ合衆国 | 1827年名誉会員     | S.モールス デュランド ビンガム D・ハンティントン H・P・グレイ ウィットレッジ J.F.クロプシー E.ジョンソン F.E.チャーチ L.R.ミニョー W.S.ヘーゼルタイン W.シャーロー ギフォード A.P.ライダー W.M.チェイス J.A.ウィアー オクトマン ジョン・ハバール ジョセフ・デキャンプ A.B.シーウェル R.L.リード R.ヘンライ C.W.ホーソン M.ハートレー ヨナス・リー ジョージ・ベローズ N.ロックウェル |
| アッシャー・ブラウン・デュランド             | 1796-1886 | アメリカ合衆国 | 創立会員、校長     | S.モールス デュランド ビンガム D・ハンティントン H・P・グレイ ウィットレッジ J.F.クロプシー E.ジョンソン F.E.チャーチ L.R.ミニョー W.S.ヘーゼルタイン W.シャーロー ギフォード A.P.ライダー W.M.チェイス J.A.ウィアー オクトマン ジョン・ハバール ジョセフ・デキャンプ A.B.シーウェル R.L.リード R.ヘンライ C.W.ホーソン M.ハートレー ヨナス・リー ジョージ・ベローズ N.ロックウェル |
| フランシス・アレキサンダー                   | 1800-1880 | アメリカ合衆国 | 1840年名誉会員     | S.モールス デュランド ビンガム D・ハンティントン H・P・グレイ ウィットレッジ J.F.クロプシー E.ジョンソン F.E.チャーチ L.R.ミニョー W.S.ヘーゼルタイン W.シャーロー ギフォード A.P.ライダー W.M.チェイス J.A.ウィアー オクトマン ジョン・ハバール ジョセフ・デキャンプ A.B.シーウェル R.L.リード R.ヘンライ C.W.ホーソン M.ハートレー ヨナス・リー ジョージ・ベローズ N.ロックウェル |
| ヘンリー・インマン                           | 1801-1846 | アメリカ合衆国 | 創立会員、副校長   | S.モールス デュランド ビンガム D・ハンティントン H・P・グレイ ウィットレッジ J.F.クロプシー E.ジョンソン F.E.チャーチ L.R.ミニョー W.S.ヘーゼルタイン W.シャーロー ギフォード A.P.ライダー W.M.チェイス J.A.ウィアー オクトマン ジョン・ハバール ジョセフ・デキャンプ A.B.シーウェル R.L.リード R.ヘンライ C.W.ホーソン M.ハートレー ヨナス・リー ジョージ・ベローズ N.ロックウェル |
| ロバート・ウォルター・ウィアー               | 1803-1889 | アメリカ合衆国 | 1829年会員         | S.モールス デュランド ビンガム D・ハンティントン H・P・グレイ ウィットレッジ J.F.クロプシー E.ジョンソン F.E.チャーチ L.R.ミニョー W.S.ヘーゼルタイン W.シャーロー ギフォード A.P.ライダー W.M.チェイス J.A.ウィアー オクトマン ジョン・ハバール ジョセフ・デキャンプ A.B.シーウェル R.L.リード R.ヘンライ C.W.ホーソン M.ハートレー ヨナス・リー ジョージ・ベローズ N.ロックウェル |
| シェパード・アロンゾ・マウント               | 1804-1868 | アメリカ合衆国 | 1842年会員         | S.モールス デュランド ビンガム D・ハンティントン H・P・グレイ ウィットレッジ J.F.クロプシー E.ジョンソン F.E.チャーチ L.R.ミニョー W.S.ヘーゼルタイン W.シャーロー ギフォード A.P.ライダー W.M.チェイス J.A.ウィアー オクトマン ジョン・ハバール ジョセフ・デキャンプ A.B.シーウェル R.L.リード R.ヘンライ C.W.ホーソン M.ハートレー ヨナス・リー ジョージ・ベローズ N.ロックウェル |
| ウィリアム・シドニー・マウント               | 1807-1868 | アメリカ合衆国 | 1832年会員         | S.モールス デュランド ビンガム D・ハンティントン H・P・グレイ ウィットレッジ J.F.クロプシー E.ジョンソン F.E.チャーチ L.R.ミニョー W.S.ヘーゼルタイン W.シャーロー ギフォード A.P.ライダー W.M.チェイス J.A.ウィアー オクトマン ジョン・ハバール ジョセフ・デキャンプ A.B.シーウェル R.L.リード R.ヘンライ C.W.ホーソン M.ハートレー ヨナス・リー ジョージ・ベローズ N.ロックウェル |
| セス・イーストマン                           | 1808-1875 | アメリカ合衆国 | 1838年名誉会員     | S.モールス デュランド ビンガム D・ハンティントン H・P・グレイ ウィットレッジ J.F.クロプシー E.ジョンソン F.E.チャーチ L.R.ミニョー W.S.ヘーゼルタイン W.シャーロー ギフォード A.P.ライダー W.M.チェイス J.A.ウィアー オクトマン ジョン・ハバール ジョセフ・デキャンプ A.B.シーウェル R.L.リード R.ヘンライ C.W.ホーソン M.ハートレー ヨナス・リー ジョージ・ベローズ N.ロックウェル |
| ウィリアム・ページ                           | 1811-1885 | アメリカ合衆国 | 校長(1871- )       | S.モールス デュランド ビンガム D・ハンティントン H・P・グレイ ウィットレッジ J.F.クロプシー E.ジョンソン F.E.チャーチ L.R.ミニョー W.S.ヘーゼルタイン W.シャーロー ギフォード A.P.ライダー W.M.チェイス J.A.ウィアー オクトマン ジョン・ハバール ジョセフ・デキャンプ A.B.シーウェル R.L.リード R.ヘンライ C.W.ホーソン M.ハートレー ヨナス・リー ジョージ・ベローズ N.ロックウェル |
| ジョージ・カレブ・ビンガム                   | 1811-1879 | アメリカ合衆国 |                    | S.モールス デュランド ビンガム D・ハンティントン H・P・グレイ ウィットレッジ J.F.クロプシー E.ジョンソン F.E.チャーチ L.R.ミニョー W.S.ヘーゼルタイン W.シャーロー ギフォード A.P.ライダー W.M.チェイス J.A.ウィアー オクトマン ジョン・ハバール ジョセフ・デキャンプ A.B.シーウェル R.L.リード R.ヘンライ C.W.ホーソン M.ハートレー ヨナス・リー ジョージ・ベローズ N.ロックウェル |
| ジョン・ウィリアム・カシリア                 | 1811-1893 | アメリカ合衆国 | 1851年正会員       | S.モールス デュランド ビンガム D・ハンティントン H・P・グレイ ウィットレッジ J.F.クロプシー E.ジョンソン F.E.チャーチ L.R.ミニョー W.S.ヘーゼルタイン W.シャーロー ギフォード A.P.ライダー W.M.チェイス J.A.ウィアー オクトマン ジョン・ハバール ジョセフ・デキャンプ A.B.シーウェル R.L.リード R.ヘンライ C.W.ホーソン M.ハートレー ヨナス・リー ジョージ・ベローズ N.ロックウェル |
| ジョージ・ピーター・アレキサンダー・ヒーリー | 1813-1894 | アメリカ合衆国 | 1843年名誉会員     | S.モールス デュランド ビンガム D・ハンティントン H・P・グレイ ウィットレッジ J.F.クロプシー E.ジョンソン F.E.チャーチ L.R.ミニョー W.S.ヘーゼルタイン W.シャーロー ギフォード A.P.ライダー W.M.チェイス J.A.ウィアー オクトマン ジョン・ハバール ジョセフ・デキャンプ A.B.シーウェル R.L.リード R.ヘンライ C.W.ホーソン M.ハートレー ヨナス・リー ジョージ・ベローズ N.ロックウェル |
| サミュエル・ウォー                           | 1814-1885 | アメリカ合衆国 | 1847年名誉会員     | S.モールス デュランド ビンガム D・ハンティントン H・P・グレイ ウィットレッジ J.F.クロプシー E.ジョンソン F.E.チャーチ L.R.ミニョー W.S.ヘーゼルタイン W.シャーロー ギフォード A.P.ライダー W.M.チェイス J.A.ウィアー オクトマン ジョン・ハバール ジョセフ・デキャンプ A.B.シーウェル R.L.リード R.ヘンライ C.W.ホーソン M.ハートレー ヨナス・リー ジョージ・ベローズ N.ロックウェル |
| レジス・フランソワ・ジヌー                   | 1814-1882 | フランス       | 会員               | S.モールス デュランド ビンガム D・ハンティントン H・P・グレイ ウィットレッジ J.F.クロプシー E.ジョンソン F.E.チャーチ L.R.ミニョー W.S.ヘーゼルタイン W.シャーロー ギフォード A.P.ライダー W.M.チェイス J.A.ウィアー オクトマン ジョン・ハバール ジョセフ・デキャンプ A.B.シーウェル R.L.リード R.ヘンライ C.W.ホーソン M.ハートレー ヨナス・リー ジョージ・ベローズ N.ロックウェル |
| ダニエル・ハンティントン                     | 1816-1906 | アメリカ合衆国 | 校長(1862- )       | S.モールス デュランド ビンガム D・ハンティントン H・P・グレイ ウィットレッジ J.F.クロプシー E.ジョンソン F.E.チャーチ L.R.ミニョー W.S.ヘーゼルタイン W.シャーロー ギフォード A.P.ライダー W.M.チェイス J.A.ウィアー オクトマン ジョン・ハバール ジョセフ・デキャンプ A.B.シーウェル R.L.リード R.ヘンライ C.W.ホーソン M.ハートレー ヨナス・リー ジョージ・ベローズ N.ロックウェル |
| ジョン・フレデリック・ケンセット             | 1816-1872 | アメリカ合衆国 | 1849年正会員       | S.モールス デュランド ビンガム D・ハンティントン H・P・グレイ ウィットレッジ J.F.クロプシー E.ジョンソン F.E.チャーチ L.R.ミニョー W.S.ヘーゼルタイン W.シャーロー ギフォード A.P.ライダー W.M.チェイス J.A.ウィアー オクトマン ジョン・ハバール ジョセフ・デキャンプ A.B.シーウェル R.L.リード R.ヘンライ C.W.ホーソン M.ハートレー ヨナス・リー ジョージ・ベローズ N.ロックウェル |
| エマヌエル・ロイツェ                         | 1816-1868 | アメリカ合衆国 | c.1860年正会員     | S.モールス デュランド ビンガム D・ハンティントン H・P・グレイ ウィットレッジ J.F.クロプシー E.ジョンソン F.E.チャーチ L.R.ミニョー W.S.ヘーゼルタイン W.シャーロー ギフォード A.P.ライダー W.M.チェイス J.A.ウィアー オクトマン ジョン・ハバール ジョセフ・デキャンプ A.B.シーウェル R.L.リード R.ヘンライ C.W.ホーソン M.ハートレー ヨナス・リー ジョージ・ベローズ N.ロックウェル |
| トーマス・ロシター                           | 1818-1871 | アメリカ合衆国 | 1849年正会員       | S.モールス デュランド ビンガム D・ハンティントン H・P・グレイ ウィットレッジ J.F.クロプシー E.ジョンソン F.E.チャーチ L.R.ミニョー W.S.ヘーゼルタイン W.シャーロー ギフォード A.P.ライダー W.M.チェイス J.A.ウィアー オクトマン ジョン・ハバール ジョセフ・デキャンプ A.B.シーウェル R.L.リード R.ヘンライ C.W.ホーソン M.ハートレー ヨナス・リー ジョージ・ベローズ N.ロックウェル |
| チャールズ・ディーズ                         | 1818-1867 | アメリカ合衆国 | 1836年学生         | S.モールス デュランド ビンガム D・ハンティントン H・P・グレイ ウィットレッジ J.F.クロプシー E.ジョンソン F.E.チャーチ L.R.ミニョー W.S.ヘーゼルタイン W.シャーロー ギフォード A.P.ライダー W.M.チェイス J.A.ウィアー オクトマン ジョン・ハバール ジョセフ・デキャンプ A.B.シーウェル R.L.リード R.ヘンライ C.W.ホーソン M.ハートレー ヨナス・リー ジョージ・ベローズ N.ロックウェル |
| ヘンリー・ピータース・グレイ                 | 1819-1877 | アメリカ合衆国 | 校長(1869- )       | S.モールス デュランド ビンガム D・ハンティントン H・P・グレイ ウィットレッジ J.F.クロプシー E.ジョンソン F.E.チャーチ L.R.ミニョー W.S.ヘーゼルタイン W.シャーロー ギフォード A.P.ライダー W.M.チェイス J.A.ウィアー オクトマン ジョン・ハバール ジョセフ・デキャンプ A.B.シーウェル R.L.リード R.ヘンライ C.W.ホーソン M.ハートレー ヨナス・リー ジョージ・ベローズ N.ロックウェル |
| アーサー・フィッツウィリアム・テイト         | 1819-1905 | イギリス       | 1858年正会員       | S.モールス デュランド ビンガム D・ハンティントン H・P・グレイ ウィットレッジ J.F.クロプシー E.ジョンソン F.E.チャーチ L.R.ミニョー W.S.ヘーゼルタイン W.シャーロー ギフォード A.P.ライダー W.M.チェイス J.A.ウィアー オクトマン ジョン・ハバール ジョセフ・デキャンプ A.B.シーウェル R.L.リード R.ヘンライ C.W.ホーソン M.ハートレー ヨナス・リー ジョージ・ベローズ N.ロックウェル |
| イライザ・プラット・グレイトレックス         | 1819-1897 | アメリカ合衆国 | 1868年準会員       | S.モールス デュランド ビンガム D・ハンティントン H・P・グレイ ウィットレッジ J.F.クロプシー E.ジョンソン F.E.チャーチ L.R.ミニョー W.S.ヘーゼルタイン W.シャーロー ギフォード A.P.ライダー W.M.チェイス J.A.ウィアー オクトマン ジョン・ハバール ジョセフ・デキャンプ A.B.シーウェル R.L.リード R.ヘンライ C.W.ホーソン M.ハートレー ヨナス・リー ジョージ・ベローズ N.ロックウェル |
| ワージントン・ウィットレッジ                 | 1820-1910 | アメリカ合衆国 | 校長(1874- )       | S.モールス デュランド ビンガム D・ハンティントン H・P・グレイ ウィットレッジ J.F.クロプシー E.ジョンソン F.E.チャーチ L.R.ミニョー W.S.ヘーゼルタイン W.シャーロー ギフォード A.P.ライダー W.M.チェイス J.A.ウィアー オクトマン ジョン・ハバール ジョセフ・デキャンプ A.B.シーウェル R.L.リード R.ヘンライ C.W.ホーソン M.ハートレー ヨナス・リー ジョージ・ベローズ N.ロックウェル |
| ウィリアム・ブラッドフォード                 | 1823-1892 | アメリカ合衆国 | 1860年准会員       | S.モールス デュランド ビンガム D・ハンティントン H・P・グレイ ウィットレッジ J.F.クロプシー E.ジョンソン F.E.チャーチ L.R.ミニョー W.S.ヘーゼルタイン W.シャーロー ギフォード A.P.ライダー W.M.チェイス J.A.ウィアー オクトマン ジョン・ハバール ジョセフ・デキャンプ A.B.シーウェル R.L.リード R.ヘンライ C.W.ホーソン M.ハートレー ヨナス・リー ジョージ・ベローズ N.ロックウェル |
| ウィリアム・ハート                           | 1823-1894 | アメリカ合衆国 | 1858年正会員       | S.モールス デュランド ビンガム D・ハンティントン H・P・グレイ ウィットレッジ J.F.クロプシー E.ジョンソン F.E.チャーチ L.R.ミニョー W.S.ヘーゼルタイン W.シャーロー ギフォード A.P.ライダー W.M.チェイス J.A.ウィアー オクトマン ジョン・ハバール ジョセフ・デキャンプ A.B.シーウェル R.L.リード R.ヘンライ C.W.ホーソン M.ハートレー ヨナス・リー ジョージ・ベローズ N.ロックウェル |
| ジャスパー・フランシス・クロプシー           | 1823-1900 | アメリカ合衆国 | 1851年正会員       | S.モールス デュランド ビンガム D・ハンティントン H・P・グレイ ウィットレッジ J.F.クロプシー E.ジョンソン F.E.チャーチ L.R.ミニョー W.S.ヘーゼルタイン W.シャーロー ギフォード A.P.ライダー W.M.チェイス J.A.ウィアー オクトマン ジョン・ハバール ジョセフ・デキャンプ A.B.シーウェル R.L.リード R.ヘンライ C.W.ホーソン M.ハートレー ヨナス・リー ジョージ・ベローズ N.ロックウェル |
| サンフォード・ロビンソン・ギフォード         | 1823-1880 | アメリカ合衆国 | 学生、正会員       | S.モールス デュランド ビンガム D・ハンティントン H・P・グレイ ウィットレッジ J.F.クロプシー E.ジョンソン F.E.チャーチ L.R.ミニョー W.S.ヘーゼルタイン W.シャーロー ギフォード A.P.ライダー W.M.チェイス J.A.ウィアー オクトマン ジョン・ハバール ジョセフ・デキャンプ A.B.シーウェル R.L.リード R.ヘンライ C.W.ホーソン M.ハートレー ヨナス・リー ジョージ・ベローズ N.ロックウェル |
| ウィリアム・ホルブルック・ビアード           | 1823-1900 | アメリカ合衆国 | 1862年会員         | S.モールス デュランド ビンガム D・ハンティントン H・P・グレイ ウィットレッジ J.F.クロプシー E.ジョンソン F.E.チャーチ L.R.ミニョー W.S.ヘーゼルタイン W.シャーロー ギフォード A.P.ライダー W.M.チェイス J.A.ウィアー オクトマン ジョン・ハバール ジョセフ・デキャンプ A.B.シーウェル R.L.リード R.ヘンライ C.W.ホーソン M.ハートレー ヨナス・リー ジョージ・ベローズ N.ロックウェル |
| イーストマン・ジョンソン                     | 1824-1906 | アメリカ合衆国 | 1860年正会員       | S.モールス デュランド ビンガム D・ハンティントン H・P・グレイ ウィットレッジ J.F.クロプシー E.ジョンソン F.E.チャーチ L.R.ミニョー W.S.ヘーゼルタイン W.シャーロー ギフォード A.P.ライダー W.M.チェイス J.A.ウィアー オクトマン ジョン・ハバール ジョセフ・デキャンプ A.B.シーウェル R.L.リード R.ヘンライ C.W.ホーソン M.ハートレー ヨナス・リー ジョージ・ベローズ N.ロックウェル |
| ジョージ・イネス                             | 1825-1894 | アメリカ合衆国 |                    | S.モールス デュランド ビンガム D・ハンティントン H・P・グレイ ウィットレッジ J.F.クロプシー E.ジョンソン F.E.チャーチ L.R.ミニョー W.S.ヘーゼルタイン W.シャーロー ギフォード A.P.ライダー W.M.チェイス J.A.ウィアー オクトマン ジョン・ハバール ジョセフ・デキャンプ A.B.シーウェル R.L.リード R.ヘンライ C.W.ホーソン M.ハートレー ヨナス・リー ジョージ・ベローズ N.ロックウェル |
| フレデリック・エドウィン・チャーチ           | 1826-1900 | アメリカ合衆国 | 1849年正会員       | S.モールス デュランド ビンガム D・ハンティントン H・P・グレイ ウィットレッジ J.F.クロプシー E.ジョンソン F.E.チャーチ L.R.ミニョー W.S.ヘーゼルタイン W.シャーロー ギフォード A.P.ライダー W.M.チェイス J.A.ウィアー オクトマン ジョン・ハバール ジョセフ・デキャンプ A.B.シーウェル R.L.リード R.ヘンライ C.W.ホーソン M.ハートレー ヨナス・リー ジョージ・ベローズ N.ロックウェル |
| デイヴィッド・ジョンソン                     | 1827-1908 | アメリカ合衆国 | 1861年正会員       | S.モールス デュランド ビンガム D・ハンティントン H・P・グレイ ウィットレッジ J.F.クロプシー E.ジョンソン F.E.チャーチ L.R.ミニョー W.S.ヘーゼルタイン W.シャーロー ギフォード A.P.ライダー W.M.チェイス J.A.ウィアー オクトマン ジョン・ハバール ジョセフ・デキャンプ A.B.シーウェル R.L.リード R.ヘンライ C.W.ホーソン M.ハートレー ヨナス・リー ジョージ・ベローズ N.ロックウェル |
| ジャービス・マッケンティー                   | 1828-1891 | アメリカ合衆国 | 1869年正会員       | S.モールス デュランド ビンガム D・ハンティントン H・P・グレイ ウィットレッジ J.F.クロプシー E.ジョンソン F.E.チャーチ L.R.ミニョー W.S.ヘーゼルタイン W.シャーロー ギフォード A.P.ライダー W.M.チェイス J.A.ウィアー オクトマン ジョン・ハバール ジョセフ・デキャンプ A.B.シーウェル R.L.リード R.ヘンライ C.W.ホーソン M.ハートレー ヨナス・リー ジョージ・ベローズ N.ロックウェル |
| ジェームズ・マクドゥーガル・ハート           | 1828-1901 | アメリカ合衆国 | 1859年正会員       | S.モールス デュランド ビンガム D・ハンティントン H・P・グレイ ウィットレッジ J.F.クロプシー E.ジョンソン F.E.チャーチ L.R.ミニョー W.S.ヘーゼルタイン W.シャーロー ギフォード A.P.ライダー W.M.チェイス J.A.ウィアー オクトマン ジョン・ハバール ジョセフ・デキャンプ A.B.シーウェル R.L.リード R.ヘンライ C.W.ホーソン M.ハートレー ヨナス・リー ジョージ・ベローズ N.ロックウェル |
| アルバート・ビアスタット                     | 1830-1902 | アメリカ合衆国 | 1860年正会員       | S.モールス デュランド ビンガム D・ハンティントン H・P・グレイ ウィットレッジ J.F.クロプシー E.ジョンソン F.E.チャーチ L.R.ミニョー W.S.ヘーゼルタイン W.シャーロー ギフォード A.P.ライダー W.M.チェイス J.A.ウィアー オクトマン ジョン・ハバール ジョセフ・デキャンプ A.B.シーウェル R.L.リード R.ヘンライ C.W.ホーソン M.ハートレー ヨナス・リー ジョージ・ベローズ N.ロックウェル |
| ルイ・レミー・ミニョー                       | 1831-1870 | アメリカ合衆国 | 1859年正会員       | S.モールス デュランド ビンガム D・ハンティントン H・P・グレイ ウィットレッジ J.F.クロプシー E.ジョンソン F.E.チャーチ L.R.ミニョー W.S.ヘーゼルタイン W.シャーロー ギフォード A.P.ライダー W.M.チェイス J.A.ウィアー オクトマン ジョン・ハバール ジョセフ・デキャンプ A.B.シーウェル R.L.リード R.ヘンライ C.W.ホーソン M.ハートレー ヨナス・リー ジョージ・ベローズ N.ロックウェル |
| ジョン・ジョージ・ブラウン                   | 1831-1913 | イギリス       | 1899年-副会長      | S.モールス デュランド ビンガム D・ハンティントン H・P・グレイ ウィットレッジ J.F.クロプシー E.ジョンソン F.E.チャーチ L.R.ミニョー W.S.ヘーゼルタイン W.シャーロー ギフォード A.P.ライダー W.M.チェイス J.A.ウィアー オクトマン ジョン・ハバール ジョセフ・デキャンプ A.B.シーウェル R.L.リード R.ヘンライ C.W.ホーソン M.ハートレー ヨナス・リー ジョージ・ベローズ N.ロックウェル |
| サミュエル・コールマン                       | 1832-1920 | アメリカ合衆国 | 1862年正会員       | S.モールス デュランド ビンガム D・ハンティントン H・P・グレイ ウィットレッジ J.F.クロプシー E.ジョンソン F.E.チャーチ L.R.ミニョー W.S.ヘーゼルタイン W.シャーロー ギフォード A.P.ライダー W.M.チェイス J.A.ウィアー オクトマン ジョン・ハバール ジョセフ・デキャンプ A.B.シーウェル R.L.リード R.ヘンライ C.W.ホーソン M.ハートレー ヨナス・リー ジョージ・ベローズ N.ロックウェル |
| マウリッツ・デ・ハース                       | 1832-1895 | オランダ       | 1867年正会員       | S.モールス デュランド ビンガム D・ハンティントン H・P・グレイ ウィットレッジ J.F.クロプシー E.ジョンソン F.E.チャーチ L.R.ミニョー W.S.ヘーゼルタイン W.シャーロー ギフォード A.P.ライダー W.M.チェイス J.A.ウィアー オクトマン ジョン・ハバール ジョセフ・デキャンプ A.B.シーウェル R.L.リード R.ヘンライ C.W.ホーソン M.ハートレー ヨナス・リー ジョージ・ベローズ N.ロックウェル |
| ジェームズ・デーヴィッド・スマイリー         | 1833-1909 | アメリカ合衆国 | 1876年正会員       | S.モールス デュランド ビンガム D・ハンティントン H・P・グレイ ウィットレッジ J.F.クロプシー E.ジョンソン F.E.チャーチ L.R.ミニョー W.S.ヘーゼルタイン W.シャーロー ギフォード A.P.ライダー W.M.チェイス J.A.ウィアー オクトマン ジョン・ハバール ジョセフ・デキャンプ A.B.シーウェル R.L.リード R.ヘンライ C.W.ホーソン M.ハートレー ヨナス・リー ジョージ・ベローズ N.ロックウェル |
| フィデリア・ブリッジス                       | 1834-1923 | アメリカ合衆国 | 1873年準会員       | S.モールス デュランド ビンガム D・ハンティントン H・P・グレイ ウィットレッジ J.F.クロプシー E.ジョンソン F.E.チャーチ L.R.ミニョー W.S.ヘーゼルタイン W.シャーロー ギフォード A.P.ライダー W.M.チェイス J.A.ウィアー オクトマン ジョン・ハバール ジョセフ・デキャンプ A.B.シーウェル R.L.リード R.ヘンライ C.W.ホーソン M.ハートレー ヨナス・リー ジョージ・ベローズ N.ロックウェル |
| W.S.ヘーゼルタイン                           | 1835-1900 | アメリカ合衆国 | 1861年正会員       | S.モールス デュランド ビンガム D・ハンティントン H・P・グレイ ウィットレッジ J.F.クロプシー E.ジョンソン F.E.チャーチ L.R.ミニョー W.S.ヘーゼルタイン W.シャーロー ギフォード A.P.ライダー W.M.チェイス J.A.ウィアー オクトマン ジョン・ハバール ジョセフ・デキャンプ A.B.シーウェル R.L.リード R.ヘンライ C.W.ホーソン M.ハートレー ヨナス・リー ジョージ・ベローズ N.ロックウェル |
| ジョン・ヘンリー・ドルフ                     | 1835-1903 | アメリカ合衆国 | 1898年正会員       | S.モールス デュランド ビンガム D・ハンティントン H・P・グレイ ウィットレッジ J.F.クロプシー E.ジョンソン F.E.チャーチ L.R.ミニョー W.S.ヘーゼルタイン W.シャーロー ギフォード A.P.ライダー W.M.チェイス J.A.ウィアー オクトマン ジョン・ハバール ジョセフ・デキャンプ A.B.シーウェル R.L.リード R.ヘンライ C.W.ホーソン M.ハートレー ヨナス・リー ジョージ・ベローズ N.ロックウェル |
| トーマス・モラン                             | 1837-1926 | アメリカ合衆国 | 1884年会員         | S.モールス デュランド ビンガム D・ハンティントン H・P・グレイ ウィットレッジ J.F.クロプシー E.ジョンソン F.E.チャーチ L.R.ミニョー W.S.ヘーゼルタイン W.シャーロー ギフォード A.P.ライダー W.M.チェイス J.A.ウィアー オクトマン ジョン・ハバール ジョセフ・デキャンプ A.B.シーウェル R.L.リード R.ヘンライ C.W.ホーソン M.ハートレー ヨナス・リー ジョージ・ベローズ N.ロックウェル |
| アルフレッド・トンプソン・ブリチャー         | 1837-1908 | アメリカ合衆国 | 1879年準会員       | S.モールス デュランド ビンガム D・ハンティントン H・P・グレイ ウィットレッジ J.F.クロプシー E.ジョンソン F.E.チャーチ L.R.ミニョー W.S.ヘーゼルタイン W.シャーロー ギフォード A.P.ライダー W.M.チェイス J.A.ウィアー オクトマン ジョン・ハバール ジョセフ・デキャンプ A.B.シーウェル R.L.リード R.ヘンライ C.W.ホーソン M.ハートレー ヨナス・リー ジョージ・ベローズ N.ロックウェル |
| アルフレッド・ハウランド                     | 1838-1909 | アメリカ合衆国 | 1882年正会員       | S.モールス デュランド ビンガム D・ハンティントン H・P・グレイ ウィットレッジ J.F.クロプシー E.ジョンソン F.E.チャーチ L.R.ミニョー W.S.ヘーゼルタイン W.シャーロー ギフォード A.P.ライダー W.M.チェイス J.A.ウィアー オクトマン ジョン・ハバール ジョセフ・デキャンプ A.B.シーウェル R.L.リード R.ヘンライ C.W.ホーソン M.ハートレー ヨナス・リー ジョージ・ベローズ N.ロックウェル |
| ウォルター・シャーロー                       | 1838-1909 | アメリカ合衆国 | 1888年正会員       | S.モールス デュランド ビンガム D・ハンティントン H・P・グレイ ウィットレッジ J.F.クロプシー E.ジョンソン F.E.チャーチ L.R.ミニョー W.S.ヘーゼルタイン W.シャーロー ギフォード A.P.ライダー W.M.チェイス J.A.ウィアー オクトマン ジョン・ハバール ジョセフ・デキャンプ A.B.シーウェル R.L.リード R.ヘンライ C.W.ホーソン M.ハートレー ヨナス・リー ジョージ・ベローズ N.ロックウェル |
| トーマス・ナスト                             | 1840-1902 | アメリカ合衆国 |                    | S.モールス デュランド ビンガム D・ハンティントン H・P・グレイ ウィットレッジ J.F.クロプシー E.ジョンソン F.E.チャーチ L.R.ミニョー W.S.ヘーゼルタイン W.シャーロー ギフォード A.P.ライダー W.M.チェイス J.A.ウィアー オクトマン ジョン・ハバール ジョセフ・デキャンプ A.B.シーウェル R.L.リード R.ヘンライ C.W.ホーソン M.ハートレー ヨナス・リー ジョージ・ベローズ N.ロックウェル |
| トーマス・ホーヴェンデン                     | 1840-1895 | アイルランド   | 学生               | S.モールス デュランド ビンガム D・ハンティントン H・P・グレイ ウィットレッジ J.F.クロプシー E.ジョンソン F.E.チャーチ L.R.ミニョー W.S.ヘーゼルタイン W.シャーロー ギフォード A.P.ライダー W.M.チェイス J.A.ウィアー オクトマン ジョン・ハバール ジョセフ・デキャンプ A.B.シーウェル R.L.リード R.ヘンライ C.W.ホーソン M.ハートレー ヨナス・リー ジョージ・ベローズ N.ロックウェル |
| ロバート・スウェイン・ギフォード             | 1840-1905 | アメリカ合衆国 | 1878年正会員       | S.モールス デュランド ビンガム D・ハンティントン H・P・グレイ ウィットレッジ J.F.クロプシー E.ジョンソン F.E.チャーチ L.R.ミニョー W.S.ヘーゼルタイン W.シャーロー ギフォード A.P.ライダー W.M.チェイス J.A.ウィアー オクトマン ジョン・ハバール ジョセフ・デキャンプ A.B.シーウェル R.L.リード R.ヘンライ C.W.ホーソン M.ハートレー ヨナス・リー ジョージ・ベローズ N.ロックウェル |
| ジョン・ファーガソン・ウィアー               | 1841-1926 | アメリカ合衆国 | 学生(-)            | S.モールス デュランド ビンガム D・ハンティントン H・P・グレイ ウィットレッジ J.F.クロプシー E.ジョンソン F.E.チャーチ L.R.ミニョー W.S.ヘーゼルタイン W.シャーロー ギフォード A.P.ライダー W.M.チェイス J.A.ウィアー オクトマン ジョン・ハバール ジョセフ・デキャンプ A.B.シーウェル R.L.リード R.ヘンライ C.W.ホーソン M.ハートレー ヨナス・リー ジョージ・ベローズ N.ロックウェル |
| ヘンリー・モスラー                           | 1841-1920 | アメリカ合衆国 | 準会員             | S.モールス デュランド ビンガム D・ハンティントン H・P・グレイ ウィットレッジ J.F.クロプシー E.ジョンソン F.E.チャーチ L.R.ミニョー W.S.ヘーゼルタイン W.シャーロー ギフォード A.P.ライダー W.M.チェイス J.A.ウィアー オクトマン ジョン・ハバール ジョセフ・デキャンプ A.B.シーウェル R.L.リード R.ヘンライ C.W.ホーソン M.ハートレー ヨナス・リー ジョージ・ベローズ N.ロックウェル |
| エマ・セイヤー                               | 1842-1908 | アメリカ合衆国 |                    | S.モールス デュランド ビンガム D・ハンティントン H・P・グレイ ウィットレッジ J.F.クロプシー E.ジョンソン F.E.チャーチ L.R.ミニョー W.S.ヘーゼルタイン W.シャーロー ギフォード A.P.ライダー W.M.チェイス J.A.ウィアー オクトマン ジョン・ハバール ジョセフ・デキャンプ A.B.シーウェル R.L.リード R.ヘンライ C.W.ホーソン M.ハートレー ヨナス・リー ジョージ・ベローズ N.ロックウェル |
| アルバート・ピンカム・ライダー               | 1847-1917 | アメリカ合衆国 | 学生(1870-)        | S.モールス デュランド ビンガム D・ハンティントン H・P・グレイ ウィットレッジ J.F.クロプシー E.ジョンソン F.E.チャーチ L.R.ミニョー W.S.ヘーゼルタイン W.シャーロー ギフォード A.P.ライダー W.M.チェイス J.A.ウィアー オクトマン ジョン・ハバール ジョセフ・デキャンプ A.B.シーウェル R.L.リード R.ヘンライ C.W.ホーソン M.ハートレー ヨナス・リー ジョージ・ベローズ N.ロックウェル |
| フレデリック・アーサー・ブリッジマン         | 1847-1928 | アメリカ合衆国 | 1880年代に会員     | S.モールス デュランド ビンガム D・ハンティントン H・P・グレイ ウィットレッジ J.F.クロプシー E.ジョンソン F.E.チャーチ L.R.ミニョー W.S.ヘーゼルタイン W.シャーロー ギフォード A.P.ライダー W.M.チェイス J.A.ウィアー オクトマン ジョン・ハバール ジョセフ・デキャンプ A.B.シーウェル R.L.リード R.ヘンライ C.W.ホーソン M.ハートレー ヨナス・リー ジョージ・ベローズ N.ロックウェル |
| フランク・ドゥフェネク                       | 1848-1919 | アメリカ合衆国 | 1906年正会員       | S.モールス デュランド ビンガム D・ハンティントン H・P・グレイ ウィットレッジ J.F.クロプシー E.ジョンソン F.E.チャーチ L.R.ミニョー W.S.ヘーゼルタイン W.シャーロー ギフォード A.P.ライダー W.M.チェイス J.A.ウィアー オクトマン ジョン・ハバール ジョセフ・デキャンプ A.B.シーウェル R.L.リード R.ヘンライ C.W.ホーソン M.ハートレー ヨナス・リー ジョージ・ベローズ N.ロックウェル |
| フランシス・デーヴィス・ミレー               | 1848-1912 | アメリカ合衆国 | 1885年会員         | S.モールス デュランド ビンガム D・ハンティントン H・P・グレイ ウィットレッジ J.F.クロプシー E.ジョンソン F.E.チャーチ L.R.ミニョー W.S.ヘーゼルタイン W.シャーロー ギフォード A.P.ライダー W.M.チェイス J.A.ウィアー オクトマン ジョン・ハバール ジョセフ・デキャンプ A.B.シーウェル R.L.リード R.ヘンライ C.W.ホーソン M.ハートレー ヨナス・リー ジョージ・ベローズ N.ロックウェル |
| ウィリアム・ハーネット                       | 1848-1892 | アメリカ合衆国 | 学生               | S.モールス デュランド ビンガム D・ハンティントン H・P・グレイ ウィットレッジ J.F.クロプシー E.ジョンソン F.E.チャーチ L.R.ミニョー W.S.ヘーゼルタイン W.シャーロー ギフォード A.P.ライダー W.M.チェイス J.A.ウィアー オクトマン ジョン・ハバール ジョセフ・デキャンプ A.B.シーウェル R.L.リード R.ヘンライ C.W.ホーソン M.ハートレー ヨナス・リー ジョージ・ベローズ N.ロックウェル |
| オーガスタス・セント＝ゴーデンス             | 1848-1907 | アメリカ合衆国 | 学生               | S.モールス デュランド ビンガム D・ハンティントン H・P・グレイ ウィットレッジ J.F.クロプシー E.ジョンソン F.E.チャーチ L.R.ミニョー W.S.ヘーゼルタイン W.シャーロー ギフォード A.P.ライダー W.M.チェイス J.A.ウィアー オクトマン ジョン・ハバール ジョセフ・デキャンプ A.B.シーウェル R.L.リード R.ヘンライ C.W.ホーソン M.ハートレー ヨナス・リー ジョージ・ベローズ N.ロックウェル |
| アボット・ハンダーソン・セイヤー             | 1849-1921 | アメリカ合衆国 | 1901年正会員       | S.モールス デュランド ビンガム D・ハンティントン H・P・グレイ ウィットレッジ J.F.クロプシー E.ジョンソン F.E.チャーチ L.R.ミニョー W.S.ヘーゼルタイン W.シャーロー ギフォード A.P.ライダー W.M.チェイス J.A.ウィアー オクトマン ジョン・ハバール ジョセフ・デキャンプ A.B.シーウェル R.L.リード R.ヘンライ C.W.ホーソン M.ハートレー ヨナス・リー ジョージ・ベローズ N.ロックウェル |
| ウィリアム・メリット・チェイス               | 1849-1916 | アメリカ合衆国 | 学生(1869-)        | S.モールス デュランド ビンガム D・ハンティントン H・P・グレイ ウィットレッジ J.F.クロプシー E.ジョンソン F.E.チャーチ L.R.ミニョー W.S.ヘーゼルタイン W.シャーロー ギフォード A.P.ライダー W.M.チェイス J.A.ウィアー オクトマン ジョン・ハバール ジョセフ・デキャンプ A.B.シーウェル R.L.リード R.ヘンライ C.W.ホーソン M.ハートレー ヨナス・リー ジョージ・ベローズ N.ロックウェル |
| ドワイト・ウィリアム・トライオン             | 1849-1925 | アメリカ合衆国 | 1891年正会員       | S.モールス デュランド ビンガム D・ハンティントン H・P・グレイ ウィットレッジ J.F.クロプシー E.ジョンソン F.E.チャーチ L.R.ミニョー W.S.ヘーゼルタイン W.シャーロー ギフォード A.P.ライダー W.M.チェイス J.A.ウィアー オクトマン ジョン・ハバール ジョセフ・デキャンプ A.B.シーウェル R.L.リード R.ヘンライ C.W.ホーソン M.ハートレー ヨナス・リー ジョージ・ベローズ N.ロックウェル |
| ジョージ・ヒッチコック                       | 1850-1913 | アメリカ合衆国 | 1909年准会員       | S.モールス デュランド ビンガム D・ハンティントン H・P・グレイ ウィットレッジ J.F.クロプシー E.ジョンソン F.E.チャーチ L.R.ミニョー W.S.ヘーゼルタイン W.シャーロー ギフォード A.P.ライダー W.M.チェイス J.A.ウィアー オクトマン ジョン・ハバール ジョセフ・デキャンプ A.B.シーウェル R.L.リード R.ヘンライ C.W.ホーソン M.ハートレー ヨナス・リー ジョージ・ベローズ N.ロックウェル |
| ロバート・ケーラー                           | 1850-1917 | アメリカ合衆国 | 学生(c.1871-)      | S.モールス デュランド ビンガム D・ハンティントン H・P・グレイ ウィットレッジ J.F.クロプシー E.ジョンソン F.E.チャーチ L.R.ミニョー W.S.ヘーゼルタイン W.シャーロー ギフォード A.P.ライダー W.M.チェイス J.A.ウィアー オクトマン ジョン・ハバール ジョセフ・デキャンプ A.B.シーウェル R.L.リード R.ヘンライ C.W.ホーソン M.ハートレー ヨナス・リー ジョージ・ベローズ N.ロックウェル |
| ジェニー・オーガスタ・ブランズクーム         | 1850-1936 | アメリカ合衆国 | 学生(c.1872-)      | S.モールス デュランド ビンガム D・ハンティントン H・P・グレイ ウィットレッジ J.F.クロプシー E.ジョンソン F.E.チャーチ L.R.ミニョー W.S.ヘーゼルタイン W.シャーロー ギフォード A.P.ライダー W.M.チェイス J.A.ウィアー オクトマン ジョン・ハバール ジョセフ・デキャンプ A.B.シーウェル R.L.リード R.ヘンライ C.W.ホーソン M.ハートレー ヨナス・リー ジョージ・ベローズ N.ロックウェル |
| トマス・アンシュッツ                         | 1851-1912 | アメリカ合衆国 | 1910年准会員       | S.モールス デュランド ビンガム D・ハンティントン H・P・グレイ ウィットレッジ J.F.クロプシー E.ジョンソン F.E.チャーチ L.R.ミニョー W.S.ヘーゼルタイン W.シャーロー ギフォード A.P.ライダー W.M.チェイス J.A.ウィアー オクトマン ジョン・ハバール ジョセフ・デキャンプ A.B.シーウェル R.L.リード R.ヘンライ C.W.ホーソン M.ハートレー ヨナス・リー ジョージ・ベローズ N.ロックウェル |
| ジェームズ・キャロル・ベックウィズ           | 1852-1917 | アメリカ合衆国 | 学生(c.1872-)      | S.モールス デュランド ビンガム D・ハンティントン H・P・グレイ ウィットレッジ J.F.クロプシー E.ジョンソン F.E.チャーチ L.R.ミニョー W.S.ヘーゼルタイン W.シャーロー ギフォード A.P.ライダー W.M.チェイス J.A.ウィアー オクトマン ジョン・ハバール ジョセフ・デキャンプ A.B.シーウェル R.L.リード R.ヘンライ C.W.ホーソン M.ハートレー ヨナス・リー ジョージ・ベローズ N.ロックウェル |
| セオドア・ロビンソン                         | 1852-1896 | アメリカ合衆国 | 学生(c.1874-)      | S.モールス デュランド ビンガム D・ハンティントン H・P・グレイ ウィットレッジ J.F.クロプシー E.ジョンソン F.E.チャーチ L.R.ミニョー W.S.ヘーゼルタイン W.シャーロー ギフォード A.P.ライダー W.M.チェイス J.A.ウィアー オクトマン ジョン・ハバール ジョセフ・デキャンプ A.B.シーウェル R.L.リード R.ヘンライ C.W.ホーソン M.ハートレー ヨナス・リー ジョージ・ベローズ N.ロックウェル |
| ジュリアン・オールデン・ウィアー             | 1852-1919 | アメリカ合衆国 | 校長(1915- )       | S.モールス デュランド ビンガム D・ハンティントン H・P・グレイ ウィットレッジ J.F.クロプシー E.ジョンソン F.E.チャーチ L.R.ミニョー W.S.ヘーゼルタイン W.シャーロー ギフォード A.P.ライダー W.M.チェイス J.A.ウィアー オクトマン ジョン・ハバール ジョセフ・デキャンプ A.B.シーウェル R.L.リード R.ヘンライ C.W.ホーソン M.ハートレー ヨナス・リー ジョージ・ベローズ N.ロックウェル |
| エドウィン・オースティン・アビー             | 1852-1911 | アメリカ合衆国 | 1902年会員         | S.モールス デュランド ビンガム D・ハンティントン H・P・グレイ ウィットレッジ J.F.クロプシー E.ジョンソン F.E.チャーチ L.R.ミニョー W.S.ヘーゼルタイン W.シャーロー ギフォード A.P.ライダー W.M.チェイス J.A.ウィアー オクトマン ジョン・ハバール ジョセフ・デキャンプ A.B.シーウェル R.L.リード R.ヘンライ C.W.ホーソン M.ハートレー ヨナス・リー ジョージ・ベローズ N.ロックウェル |
| エミール・カールセン                         | 1853-1932 | デンマーク     | 1890年代教授       | S.モールス デュランド ビンガム D・ハンティントン H・P・グレイ ウィットレッジ J.F.クロプシー E.ジョンソン F.E.チャーチ L.R.ミニョー W.S.ヘーゼルタイン W.シャーロー ギフォード A.P.ライダー W.M.チェイス J.A.ウィアー オクトマン ジョン・ハバール ジョセフ・デキャンプ A.B.シーウェル R.L.リード R.ヘンライ C.W.ホーソン M.ハートレー ヨナス・リー ジョージ・ベローズ N.ロックウェル |
| ラヴェル・バージ・ハリソン                   | 1854-1929 | アメリカ合衆国 | 1910年会員         | S.モールス デュランド ビンガム D・ハンティントン H・P・グレイ ウィットレッジ J.F.クロプシー E.ジョンソン F.E.チャーチ L.R.ミニョー W.S.ヘーゼルタイン W.シャーロー ギフォード A.P.ライダー W.M.チェイス J.A.ウィアー オクトマン ジョン・ハバール ジョセフ・デキャンプ A.B.シーウェル R.L.リード R.ヘンライ C.W.ホーソン M.ハートレー ヨナス・リー ジョージ・ベローズ N.ロックウェル |
| レオナード・オクトマン                       | 1854-1935 | アメリカ合衆国 | 1904年会員         | S.モールス デュランド ビンガム D・ハンティントン H・P・グレイ ウィットレッジ J.F.クロプシー E.ジョンソン F.E.チャーチ L.R.ミニョー W.S.ヘーゼルタイン W.シャーロー ギフォード A.P.ライダー W.M.チェイス J.A.ウィアー オクトマン ジョン・ハバール ジョセフ・デキャンプ A.B.シーウェル R.L.リード R.ヘンライ C.W.ホーソン M.ハートレー ヨナス・リー ジョージ・ベローズ N.ロックウェル |
| ジョン・ホワイト・アレクサンダー             | 1856-1915 | アメリカ合衆国 | 校長(1909- )       | S.モールス デュランド ビンガム D・ハンティントン H・P・グレイ ウィットレッジ J.F.クロプシー E.ジョンソン F.E.チャーチ L.R.ミニョー W.S.ヘーゼルタイン W.シャーロー ギフォード A.P.ライダー W.M.チェイス J.A.ウィアー オクトマン ジョン・ハバール ジョセフ・デキャンプ A.B.シーウェル R.L.リード R.ヘンライ C.W.ホーソン M.ハートレー ヨナス・リー ジョージ・ベローズ N.ロックウェル |
| オットー・ヘンリー・バッチャー               | 1856-1909 | アメリカ合衆国 | 1906年準会員       | S.モールス デュランド ビンガム D・ハンティントン H・P・グレイ ウィットレッジ J.F.クロプシー E.ジョンソン F.E.チャーチ L.R.ミニョー W.S.ヘーゼルタイン W.シャーロー ギフォード A.P.ライダー W.M.チェイス J.A.ウィアー オクトマン ジョン・ハバール ジョセフ・デキャンプ A.B.シーウェル R.L.リード R.ヘンライ C.W.ホーソン M.ハートレー ヨナス・リー ジョージ・ベローズ N.ロックウェル |
| ジョン・ハバール                             | 1856-1933 | アメリカ合衆国 | 学生               | S.モールス デュランド ビンガム D・ハンティントン H・P・グレイ ウィットレッジ J.F.クロプシー E.ジョンソン F.E.チャーチ L.R.ミニョー W.S.ヘーゼルタイン W.シャーロー ギフォード A.P.ライダー W.M.チェイス J.A.ウィアー オクトマン ジョン・ハバール ジョセフ・デキャンプ A.B.シーウェル R.L.リード R.ヘンライ C.W.ホーソン M.ハートレー ヨナス・リー ジョージ・ベローズ N.ロックウェル |
| ハリー・ワトラス                             | 1857-1940 | アメリカ合衆国 | 校長(1933- )       | S.モールス デュランド ビンガム D・ハンティントン H・P・グレイ ウィットレッジ J.F.クロプシー E.ジョンソン F.E.チャーチ L.R.ミニョー W.S.ヘーゼルタイン W.シャーロー ギフォード A.P.ライダー W.M.チェイス J.A.ウィアー オクトマン ジョン・ハバール ジョセフ・デキャンプ A.B.シーウェル R.L.リード R.ヘンライ C.W.ホーソン M.ハートレー ヨナス・リー ジョージ・ベローズ N.ロックウェル |
| チャールズ・ウォーレン・イートン             | 1857-1937 | アメリカ合衆国 | 1901年準会員       | S.モールス デュランド ビンガム D・ハンティントン H・P・グレイ ウィットレッジ J.F.クロプシー E.ジョンソン F.E.チャーチ L.R.ミニョー W.S.ヘーゼルタイン W.シャーロー ギフォード A.P.ライダー W.M.チェイス J.A.ウィアー オクトマン ジョン・ハバール ジョセフ・デキャンプ A.B.シーウェル R.L.リード R.ヘンライ C.W.ホーソン M.ハートレー ヨナス・リー ジョージ・ベローズ N.ロックウェル |
| ジョセフ・デキャンプ                         | 1858-1923 | アメリカ合衆国 | 1902年準会員       | S.モールス デュランド ビンガム D・ハンティントン H・P・グレイ ウィットレッジ J.F.クロプシー E.ジョンソン F.E.チャーチ L.R.ミニョー W.S.ヘーゼルタイン W.シャーロー ギフォード A.P.ライダー W.M.チェイス J.A.ウィアー オクトマン ジョン・ハバール ジョセフ・デキャンプ A.B.シーウェル R.L.リード R.ヘンライ C.W.ホーソン M.ハートレー ヨナス・リー ジョージ・ベローズ N.ロックウェル |
| ハリー・シドンズ・モウブレー                 | 1858-1926 | アメリカ合衆国 | 1891年正会員       | S.モールス デュランド ビンガム D・ハンティントン H・P・グレイ ウィットレッジ J.F.クロプシー E.ジョンソン F.E.チャーチ L.R.ミニョー W.S.ヘーゼルタイン W.シャーロー ギフォード A.P.ライダー W.M.チェイス J.A.ウィアー オクトマン ジョン・ハバール ジョセフ・デキャンプ A.B.シーウェル R.L.リード R.ヘンライ C.W.ホーソン M.ハートレー ヨナス・リー ジョージ・ベローズ N.ロックウェル |
| チャールズ・フレデリク・ウルリッヒ           | 1858-1908 | アメリカ合衆国 | 1883年準会員       | S.モールス デュランド ビンガム D・ハンティントン H・P・グレイ ウィットレッジ J.F.クロプシー E.ジョンソン F.E.チャーチ L.R.ミニョー W.S.ヘーゼルタイン W.シャーロー ギフォード A.P.ライダー W.M.チェイス J.A.ウィアー オクトマン ジョン・ハバール ジョセフ・デキャンプ A.B.シーウェル R.L.リード R.ヘンライ C.W.ホーソン M.ハートレー ヨナス・リー ジョージ・ベローズ N.ロックウェル |
| ロバート・ヴォノー                           | 1858-1933 | アメリカ合衆国 | 1906年会員         | S.モールス デュランド ビンガム D・ハンティントン H・P・グレイ ウィットレッジ J.F.クロプシー E.ジョンソン F.E.チャーチ L.R.ミニョー W.S.ヘーゼルタイン W.シャーロー ギフォード A.P.ライダー W.M.チェイス J.A.ウィアー オクトマン ジョン・ハバール ジョセフ・デキャンプ A.B.シーウェル R.L.リード R.ヘンライ C.W.ホーソン M.ハートレー ヨナス・リー ジョージ・ベローズ N.ロックウェル |
| ウィリアム・ブリス・ベイカー                 | 1859-1886 | アメリカ合衆国 | 学生(1876- )       | S.モールス デュランド ビンガム D・ハンティントン H・P・グレイ ウィットレッジ J.F.クロプシー E.ジョンソン F.E.チャーチ L.R.ミニョー W.S.ヘーゼルタイン W.シャーロー ギフォード A.P.ライダー W.M.チェイス J.A.ウィアー オクトマン ジョン・ハバール ジョセフ・デキャンプ A.B.シーウェル R.L.リード R.ヘンライ C.W.ホーソン M.ハートレー ヨナス・リー ジョージ・ベローズ N.ロックウェル |
| アマンダ・ブリュースター・シーウェル         | 1859-1926 | アメリカ合衆国 | 1908年会員         | S.モールス デュランド ビンガム D・ハンティントン H・P・グレイ ウィットレッジ J.F.クロプシー E.ジョンソン F.E.チャーチ L.R.ミニョー W.S.ヘーゼルタイン W.シャーロー ギフォード A.P.ライダー W.M.チェイス J.A.ウィアー オクトマン ジョン・ハバール ジョセフ・デキャンプ A.B.シーウェル R.L.リード R.ヘンライ C.W.ホーソン M.ハートレー ヨナス・リー ジョージ・ベローズ N.ロックウェル |
| キャス・ギルバート                           | 1859-1934 | アメリカ合衆国 | 校長(1926- )       | S.モールス デュランド ビンガム D・ハンティントン H・P・グレイ ウィットレッジ J.F.クロプシー E.ジョンソン F.E.チャーチ L.R.ミニョー W.S.ヘーゼルタイン W.シャーロー ギフォード A.P.ライダー W.M.チェイス J.A.ウィアー オクトマン ジョン・ハバール ジョセフ・デキャンプ A.B.シーウェル R.L.リード R.ヘンライ C.W.ホーソン M.ハートレー ヨナス・リー ジョージ・ベローズ N.ロックウェル |
| チャールズ・コートニー・カラン               | 1861-1942 | アメリカ合衆国 | 1888年準会員       | S.モールス デュランド ビンガム D・ハンティントン H・P・グレイ ウィットレッジ J.F.クロプシー E.ジョンソン F.E.チャーチ L.R.ミニョー W.S.ヘーゼルタイン W.シャーロー ギフォード A.P.ライダー W.M.チェイス J.A.ウィアー オクトマン ジョン・ハバール ジョセフ・デキャンプ A.B.シーウェル R.L.リード R.ヘンライ C.W.ホーソン M.ハートレー ヨナス・リー ジョージ・ベローズ N.ロックウェル |
| アーヴィング・ラムゼー・ワイルズ             | 1861-1948 | アメリカ合衆国 | 1897年正会員       | S.モールス デュランド ビンガム D・ハンティントン H・P・グレイ ウィットレッジ J.F.クロプシー E.ジョンソン F.E.チャーチ L.R.ミニョー W.S.ヘーゼルタイン W.シャーロー ギフォード A.P.ライダー W.M.チェイス J.A.ウィアー オクトマン ジョン・ハバール ジョセフ・デキャンプ A.B.シーウェル R.L.リード R.ヘンライ C.W.ホーソン M.ハートレー ヨナス・リー ジョージ・ベローズ N.ロックウェル |
| フレデリック・レミントン                     | 1861-1909 | アメリカ合衆国 | 1891年準会員       | S.モールス デュランド ビンガム D・ハンティントン H・P・グレイ ウィットレッジ J.F.クロプシー E.ジョンソン F.E.チャーチ L.R.ミニョー W.S.ヘーゼルタイン W.シャーロー ギフォード A.P.ライダー W.M.チェイス J.A.ウィアー オクトマン ジョン・ハバール ジョセフ・デキャンプ A.B.シーウェル R.L.リード R.ヘンライ C.W.ホーソン M.ハートレー ヨナス・リー ジョージ・ベローズ N.ロックウェル |
| D・ハワード・ヒッチコック                    | 1861-1943 | （ハワイ）     | 学生               | S.モールス デュランド ビンガム D・ハンティントン H・P・グレイ ウィットレッジ J.F.クロプシー E.ジョンソン F.E.チャーチ L.R.ミニョー W.S.ヘーゼルタイン W.シャーロー ギフォード A.P.ライダー W.M.チェイス J.A.ウィアー オクトマン ジョン・ハバール ジョセフ・デキャンプ A.B.シーウェル R.L.リード R.ヘンライ C.W.ホーソン M.ハートレー ヨナス・リー ジョージ・ベローズ N.ロックウェル |
| エドモンド・チャールズ・ターベル             | 1862-1938 | アメリカ合衆国 | 1906年正会員       | S.モールス デュランド ビンガム D・ハンティントン H・P・グレイ ウィットレッジ J.F.クロプシー E.ジョンソン F.E.チャーチ L.R.ミニョー W.S.ヘーゼルタイン W.シャーロー ギフォード A.P.ライダー W.M.チェイス J.A.ウィアー オクトマン ジョン・ハバール ジョセフ・デキャンプ A.B.シーウェル R.L.リード R.ヘンライ C.W.ホーソン M.ハートレー ヨナス・リー ジョージ・ベローズ N.ロックウェル |
| ロバート・ルイス・リード                     | 1862-1929 | アメリカ合衆国 | 1906年正会員       | S.モールス デュランド ビンガム D・ハンティントン H・P・グレイ ウィットレッジ J.F.クロプシー E.ジョンソン F.E.チャーチ L.R.ミニョー W.S.ヘーゼルタイン W.シャーロー ギフォード A.P.ライダー W.M.チェイス J.A.ウィアー オクトマン ジョン・ハバール ジョセフ・デキャンプ A.B.シーウェル R.L.リード R.ヘンライ C.W.ホーソン M.ハートレー ヨナス・リー ジョージ・ベローズ N.ロックウェル |
| フレデリック・ウィリアム・マクマニーズ       | 1863-1937 | アメリカ合衆国 | 学生               | S.モールス デュランド ビンガム D・ハンティントン H・P・グレイ ウィットレッジ J.F.クロプシー E.ジョンソン F.E.チャーチ L.R.ミニョー W.S.ヘーゼルタイン W.シャーロー ギフォード A.P.ライダー W.M.チェイス J.A.ウィアー オクトマン ジョン・ハバール ジョセフ・デキャンプ A.B.シーウェル R.L.リード R.ヘンライ C.W.ホーソン M.ハートレー ヨナス・リー ジョージ・ベローズ N.ロックウェル |
| ロバート・ヘンライ                           | 1865-1929 | アメリカ合衆国 | 1906年正会員       | S.モールス デュランド ビンガム D・ハンティントン H・P・グレイ ウィットレッジ J.F.クロプシー E.ジョンソン F.E.チャーチ L.R.ミニョー W.S.ヘーゼルタイン W.シャーロー ギフォード A.P.ライダー W.M.チェイス J.A.ウィアー オクトマン ジョン・ハバール ジョセフ・デキャンプ A.B.シーウェル R.L.リード R.ヘンライ C.W.ホーソン M.ハートレー ヨナス・リー ジョージ・ベローズ N.ロックウェル |
| ルイーズ・コックス                           | 1865-1945 | アメリカ合衆国 | 1881年学生         | S.モールス デュランド ビンガム D・ハンティントン H・P・グレイ ウィットレッジ J.F.クロプシー E.ジョンソン F.E.チャーチ L.R.ミニョー W.S.ヘーゼルタイン W.シャーロー ギフォード A.P.ライダー W.M.チェイス J.A.ウィアー オクトマン ジョン・ハバール ジョセフ・デキャンプ A.B.シーウェル R.L.リード R.ヘンライ C.W.ホーソン M.ハートレー ヨナス・リー ジョージ・ベローズ N.ロックウェル |
| リディア・フィールド・エメット               | 1866-1952 | アメリカ合衆国 | 1911年正会員       | S.モールス デュランド ビンガム D・ハンティントン H・P・グレイ ウィットレッジ J.F.クロプシー E.ジョンソン F.E.チャーチ L.R.ミニョー W.S.ヘーゼルタイン W.シャーロー ギフォード A.P.ライダー W.M.チェイス J.A.ウィアー オクトマン ジョン・ハバール ジョセフ・デキャンプ A.B.シーウェル R.L.リード R.ヘンライ C.W.ホーソン M.ハートレー ヨナス・リー ジョージ・ベローズ N.ロックウェル |
| アルフレッド・ヘンリー・マウラー             | 1868-1932 | アメリカ合衆国 | 学生               | S.モールス デュランド ビンガム D・ハンティントン H・P・グレイ ウィットレッジ J.F.クロプシー E.ジョンソン F.E.チャーチ L.R.ミニョー W.S.ヘーゼルタイン W.シャーロー ギフォード A.P.ライダー W.M.チェイス J.A.ウィアー オクトマン ジョン・ハバール ジョセフ・デキャンプ A.B.シーウェル R.L.リード R.ヘンライ C.W.ホーソン M.ハートレー ヨナス・リー ジョージ・ベローズ N.ロックウェル |
| ソロン・ボーグラム                           | 1868-1922 | アメリカ合衆国 | 1911年準会員       | S.モールス デュランド ビンガム D・ハンティントン H・P・グレイ ウィットレッジ J.F.クロプシー E.ジョンソン F.E.チャーチ L.R.ミニョー W.S.ヘーゼルタイン W.シャーロー ギフォード A.P.ライダー W.M.チェイス J.A.ウィアー オクトマン ジョン・ハバール ジョセフ・デキャンプ A.B.シーウェル R.L.リード R.ヘンライ C.W.ホーソン M.ハートレー ヨナス・リー ジョージ・ベローズ N.ロックウェル |
| アン・ゴールドスウェイト                     | 1869-1944 | アメリカ合衆国 | 学生               | S.モールス デュランド ビンガム D・ハンティントン H・P・グレイ ウィットレッジ J.F.クロプシー E.ジョンソン F.E.チャーチ L.R.ミニョー W.S.ヘーゼルタイン W.シャーロー ギフォード A.P.ライダー W.M.チェイス J.A.ウィアー オクトマン ジョン・ハバール ジョセフ・デキャンプ A.B.シーウェル R.L.リード R.ヘンライ C.W.ホーソン M.ハートレー ヨナス・リー ジョージ・ベローズ N.ロックウェル |
| アルバート・ハーター                         | 1871-1950 | アメリカ合衆国 | 1943年正会員       | S.モールス デュランド ビンガム D・ハンティントン H・P・グレイ ウィットレッジ J.F.クロプシー E.ジョンソン F.E.チャーチ L.R.ミニョー W.S.ヘーゼルタイン W.シャーロー ギフォード A.P.ライダー W.M.チェイス J.A.ウィアー オクトマン ジョン・ハバール ジョセフ・デキャンプ A.B.シーウェル R.L.リード R.ヘンライ C.W.ホーソン M.ハートレー ヨナス・リー ジョージ・ベローズ N.ロックウェル |
| チャールズ・ウェブスター・ホーソン           | 1872-1930 | アメリカ合衆国 | c.1900年学生       | S.モールス デュランド ビンガム D・ハンティントン H・P・グレイ ウィットレッジ J.F.クロプシー E.ジョンソン F.E.チャーチ L.R.ミニョー W.S.ヘーゼルタイン W.シャーロー ギフォード A.P.ライダー W.M.チェイス J.A.ウィアー オクトマン ジョン・ハバール ジョセフ・デキャンプ A.B.シーウェル R.L.リード R.ヘンライ C.W.ホーソン M.ハートレー ヨナス・リー ジョージ・ベローズ N.ロックウェル |
| フローレンス・ケイト・アプトン               | 1873-1922 | アメリカ合衆国 | 学生               | S.モールス デュランド ビンガム D・ハンティントン H・P・グレイ ウィットレッジ J.F.クロプシー E.ジョンソン F.E.チャーチ L.R.ミニョー W.S.ヘーゼルタイン W.シャーロー ギフォード A.P.ライダー W.M.チェイス J.A.ウィアー オクトマン ジョン・ハバール ジョセフ・デキャンプ A.B.シーウェル R.L.リード R.ヘンライ C.W.ホーソン M.ハートレー ヨナス・リー ジョージ・ベローズ N.ロックウェル |
| フレデリック・カール・フリージキー           | 1874-1939 | アメリカ合衆国 | 1914年正会員       | S.モールス デュランド ビンガム D・ハンティントン H・P・グレイ ウィットレッジ J.F.クロプシー E.ジョンソン F.E.チャーチ L.R.ミニョー W.S.ヘーゼルタイン W.シャーロー ギフォード A.P.ライダー W.M.チェイス J.A.ウィアー オクトマン ジョン・ハバール ジョセフ・デキャンプ A.B.シーウェル R.L.リード R.ヘンライ C.W.ホーソン M.ハートレー ヨナス・リー ジョージ・ベローズ N.ロックウェル |
| アルフェウス・フィレモン・コール             | 1876-1988 | アメリカ合衆国 | 1930年正会員       | S.モールス デュランド ビンガム D・ハンティントン H・P・グレイ ウィットレッジ J.F.クロプシー E.ジョンソン F.E.チャーチ L.R.ミニョー W.S.ヘーゼルタイン W.シャーロー ギフォード A.P.ライダー W.M.チェイス J.A.ウィアー オクトマン ジョン・ハバール ジョセフ・デキャンプ A.B.シーウェル R.L.リード R.ヘンライ C.W.ホーソン M.ハートレー ヨナス・リー ジョージ・ベローズ N.ロックウェル |
| エドマンド・グリーセン                       | 1876-1949 | アメリカ合衆国 | 1935年正会員       | S.モールス デュランド ビンガム D・ハンティントン H・P・グレイ ウィットレッジ J.F.クロプシー E.ジョンソン F.E.チャーチ L.R.ミニョー W.S.ヘーゼルタイン W.シャーロー ギフォード A.P.ライダー W.M.チェイス J.A.ウィアー オクトマン ジョン・ハバール ジョセフ・デキャンプ A.B.シーウェル R.L.リード R.ヘンライ C.W.ホーソン M.ハートレー ヨナス・リー ジョージ・ベローズ N.ロックウェル |
| マースデン・ハートレー                       | 1877-1943 | アメリカ合衆国 | 学生               | S.モールス デュランド ビンガム D・ハンティントン H・P・グレイ ウィットレッジ J.F.クロプシー E.ジョンソン F.E.チャーチ L.R.ミニョー W.S.ヘーゼルタイン W.シャーロー ギフォード A.P.ライダー W.M.チェイス J.A.ウィアー オクトマン ジョン・ハバール ジョセフ・デキャンプ A.B.シーウェル R.L.リード R.ヘンライ C.W.ホーソン M.ハートレー ヨナス・リー ジョージ・ベローズ N.ロックウェル |
| ロバート・スペンサー                         | 1879-1931 | アメリカ合衆国 | 学生               | S.モールス デュランド ビンガム D・ハンティントン H・P・グレイ ウィットレッジ J.F.クロプシー E.ジョンソン F.E.チャーチ L.R.ミニョー W.S.ヘーゼルタイン W.シャーロー ギフォード A.P.ライダー W.M.チェイス J.A.ウィアー オクトマン ジョン・ハバール ジョセフ・デキャンプ A.B.シーウェル R.L.リード R.ヘンライ C.W.ホーソン M.ハートレー ヨナス・リー ジョージ・ベローズ N.ロックウェル |
| ヨナス・リー                                 | 1880-1940 | ノルウェー     | 校長(1934- )       | S.モールス デュランド ビンガム D・ハンティントン H・P・グレイ ウィットレッジ J.F.クロプシー E.ジョンソン F.E.チャーチ L.R.ミニョー W.S.ヘーゼルタイン W.シャーロー ギフォード A.P.ライダー W.M.チェイス J.A.ウィアー オクトマン ジョン・ハバール ジョセフ・デキャンプ A.B.シーウェル R.L.リード R.ヘンライ C.W.ホーソン M.ハートレー ヨナス・リー ジョージ・ベローズ N.ロックウェル |
| ダニエル・ガーバー                           | 1880-1958 | アメリカ合衆国 | 1913年正会員       | S.モールス デュランド ビンガム D・ハンティントン H・P・グレイ ウィットレッジ J.F.クロプシー E.ジョンソン F.E.チャーチ L.R.ミニョー W.S.ヘーゼルタイン W.シャーロー ギフォード A.P.ライダー W.M.チェイス J.A.ウィアー オクトマン ジョン・ハバール ジョセフ・デキャンプ A.B.シーウェル R.L.リード R.ヘンライ C.W.ホーソン M.ハートレー ヨナス・リー ジョージ・ベローズ N.ロックウェル |
| ジョージ・ベローズ                           | 1882-1925 | アメリカ合衆国 | 1916年正会員       | S.モールス デュランド ビンガム D・ハンティントン H・P・グレイ ウィットレッジ J.F.クロプシー E.ジョンソン F.E.チャーチ L.R.ミニョー W.S.ヘーゼルタイン W.シャーロー ギフォード A.P.ライダー W.M.チェイス J.A.ウィアー オクトマン ジョン・ハバール ジョセフ・デキャンプ A.B.シーウェル R.L.リード R.ヘンライ C.W.ホーソン M.ハートレー ヨナス・リー ジョージ・ベローズ N.ロックウェル |
| ドロシー・ウィアー・ヤング                   | 1890-1947 | アメリカ合衆国 | 学生(1911-)        | S.モールス デュランド ビンガム D・ハンティントン H・P・グレイ ウィットレッジ J.F.クロプシー E.ジョンソン F.E.チャーチ L.R.ミニョー W.S.ヘーゼルタイン W.シャーロー ギフォード A.P.ライダー W.M.チェイス J.A.ウィアー オクトマン ジョン・ハバール ジョセフ・デキャンプ A.B.シーウェル R.L.リード R.ヘンライ C.W.ホーソン M.ハートレー ヨナス・リー ジョージ・ベローズ N.ロックウェル |
| ノーマン・ロックウェル                       | 1894-1978 | アメリカ合衆国 | 学生(c.1912-)      | S.モールス デュランド ビンガム D・ハンティントン H・P・グレイ ウィットレッジ J.F.クロプシー E.ジョンソン F.E.チャーチ L.R.ミニョー W.S.ヘーゼルタイン W.シャーロー ギフォード A.P.ライダー W.M.チェイス J.A.ウィアー オクトマン ジョン・ハバール ジョセフ・デキャンプ A.B.シーウェル R.L.リード R.ヘンライ C.W.ホーソン M.ハートレー ヨナス・リー ジョージ・ベローズ N.ロックウェル |
| ウィリアム・スタイグ                         | 1907-2003 | アメリカ合衆国 | 学生(c.1924-)      | S.モールス デュランド ビンガム D・ハンティントン H・P・グレイ ウィットレッジ J.F.クロプシー E.ジョンソン F.E.チャーチ L.R.ミニョー W.S.ヘーゼルタイン W.シャーロー ギフォード A.P.ライダー W.M.チェイス J.A.ウィアー オクトマン ジョン・ハバール ジョセフ・デキャンプ A.B.シーウェル R.L.リード R.ヘンライ C.W.ホーソン M.ハートレー ヨナス・リー ジョージ・ベローズ N.ロックウェル |
| ジョセフ・ソルマン                           | 1909-2008 | アメリカ合衆国 | 学生(c.1927-)      | S.モールス デュランド ビンガム D・ハンティントン H・P・グレイ ウィットレッジ J.F.クロプシー E.ジョンソン F.E.チャーチ L.R.ミニョー W.S.ヘーゼルタイン W.シャーロー ギフォード A.P.ライダー W.M.チェイス J.A.ウィアー オクトマン ジョン・ハバール ジョセフ・デキャンプ A.B.シーウェル R.L.リード R.ヘンライ C.W.ホーソン M.ハートレー ヨナス・リー ジョージ・ベローズ N.ロックウェル |
| ロバート・マックロスキー                     | 1914-2003 | アメリカ合衆国 | 学生(1932-)        | S.モールス デュランド ビンガム D・ハンティントン H・P・グレイ ウィットレッジ J.F.クロプシー E.ジョンソン F.E.チャーチ L.R.ミニョー W.S.ヘーゼルタイン W.シャーロー ギフォード A.P.ライダー W.M.チェイス J.A.ウィアー オクトマン ジョン・ハバール ジョセフ・デキャンプ A.B.シーウェル R.L.リード R.ヘンライ C.W.ホーソン M.ハートレー ヨナス・リー ジョージ・ベローズ N.ロックウェル |
| R・B・キタイ                                 | 1932-2007 | アメリカ合衆国 | 会員(1981-)        | S.モールス デュランド ビンガム D・ハンティントン H・P・グレイ ウィットレッジ J.F.クロプシー E.ジョンソン F.E.チャーチ L.R.ミニョー W.S.ヘーゼルタイン W.シャーロー ギフォード A.P.ライダー W.M.チェイス J.A.ウィアー オクトマン ジョン・ハバール ジョセフ・デキャンプ A.B.シーウェル R.L.リード R.ヘンライ C.W.ホーソン M.ハートレー ヨナス・リー ジョージ・ベローズ N.ロックウェル |
| 岡本泰彰                                     | 1980-     | 日本           | 学生(c.2010-)      | S.モールス デュランド ビンガム D・ハンティントン H・P・グレイ ウィットレッジ J.F.クロプシー E.ジョンソン F.E.チャーチ L.R.ミニョー W.S.ヘーゼルタイン W.シャーロー ギフォード A.P.ライダー W.M.チェイス J.A.ウィアー オクトマン ジョン・ハバール ジョセフ・デキャンプ A.B.シーウェル R.L.リード R.ヘンライ C.W.ホーソン M.ハートレー ヨナス・リー ジョージ・ベローズ N.ロックウェル |